# Комиссаров, Михаил Герасимович
Михаил Герасимович Комиссаров (1867, Дубасово, Владимирская губерния — 15 сентября 1929, Москва) — предприниматель, юрист, меценат, надворный советник, публицист, землевладелец, депутат I Государственной Думы от Владимирской губернии; личный дворянин.

## Биография
Родился в 1867 году в селе Дубасово Судогодского уезда Владимирской губернии (ныне Гусь-Хрустальный район Владимирской области). Происходил из купеческой семьи, имевшей крестьянские корни. Отец, Герасим Филиппович Комиссаров, — владелец стекольного завода в селе Дубасово.
Окончил 3-ю Московскую гимназию и юридический факультет Московского университета.

### Благотворительность
Долгое время М. Г. Комиссаров состоял бессменным председателем общества для пособия нуждающимся студентам московского университета. В Судогодском уезде Владимирской губернии на свои средства содержал при Дубасовском стекольном заводе школу с бесплатным интернатом для учащихся из отдалённых деревень и прекрасно оборудованную больницу для рабочих. Кроме Дубасовской двухклассной школы в том же уезде Комиссаров содержал Артёмовское и Старо-Опокинское (бывшее Ларинское) одноклассные училища. М. Г. Комиссаров был одним из основных пайщиков-вкладчиков Московского Художественного театра и членом его правления.

### Общественная деятельность
С 1892 года Комиссаров служил почётным мировым судьёй в Судогодском уезде, потом избирался уездным и губернским гласным во Владимирской губернии. В 1905—1906 годах был гласным Московской городской думы. Был выведен из состава Московской городской думы за подписание Выборгского воззвания. Член «Союза земцев-конституционалистов», затем Конституционно-демократической партии. 4 июня 1906 года кооптирован в состав её Центрального комитета. Председатель Владимирского губернского комитета конституционных-демократов, казначей Московского отделения ЦК конституционных-демократов. Издатель газеты «Народное дело» (Москва, 1906), глава книгоиздательства «Народное право».

### Политическая деятельность
Он активно участвовал в политической деятельности, был одним из организаторов кадетской партии. 26 марта 1906 года избран в Первую Государственную Думу от общего состава выборщиков Владимирского губернского избирательного собрания. Входил в Конституционно-демократическую фракцию. Секретарь 8-го отдела Думы. Член Комиссии для разбора корреспонденции. Докладчик 8-го отдела по проверке прав членов Государственной Думы. Подписал законопроекты «42-х» «О неприкосновенности членов Государственной Думы», «О собраниях».

### Издательская деятельность
«Народное дело» — газета политическая, литературная, экономическая и общественная, издававшаяся депутатом Государственной думы I созыва от Владимирской губернии М. Г. Комиссаровым с 1 марта 1906 по 16 сентября 1906. Редактор В. Е. Якушкин был одним из создателей кадетской партии, членом её ЦК, депутатом 1-й Государственной думы (1906). Вместе с Комиссаровым в 1907 приговорён к 3 месяцам тюрьмы за участие в составлении Выборгского воззвания, которые отбывал в Таганской тюрьме. В связи с запретом на занятие политической деятельностью для бывших депутатов1-й Государственной думы, подписавших Выборгское воззвание, редактором газеты «Народный путь» стала Людмила Николаевна Рутцен, сестра депутата Государственной думы I созыва от Курской губернии А. Н. Рутцена и жены В. Е. Якушкина — Ольги Николаевны Рутцен. Газета «Народный путь» выходила в 1906—1907 гг.
«Народное право» — издательство М. Г. Комиссарова, деятельность издательства была тесно связана с политической и общественной деятельностью кадетов. Основные публикации относятся к периоду выборов и деятельности Государственной думы I созыва (1906—1907 г.), активная деятельность издательства возобновляется в период подготовки Учредительного собрания — 1917. Среди авторов «Народного права» И. П. Белоконский, В. В. Водовозов, М. Я. Герценштейн, В. С. Голубев, Н. П. Губский, Н. П. Дружинин, И. А. Ильин, Н. М. Иорданский, И. М. Катаев, А. А. Кауфман, А. А. Кизеветтер, Ф. Ф. Кокошкин, А. А. Корнилов, А. Курсанов, Т. Н. Львов, А. А. Мануилов, С. П. Мельгунов, П. П. Муратов, Д. Д. Протопопов, Н. А. Рубакин, Л. Н. Рутцен, К. В. Сивков, П. Б. Струве; А. А. Чупров, Д. И. Шаховской, А. И. Шингарев, А. И. Штейнберг и другие.
Брошюры, связанные с его благотворительной деятельностью М. Г. Комиссарова:
- "Устав Лечебницы, состоящей при Дубасовском стеклянном заводе Михаила Герасимовича Комиссарова, Судогодского уезда, Владимирской губ. :[Утв. 10 сент. 1896 г.][9]

### После роспуска Думы
После роспуска Думы 10 июля 1906 года в Выборге подписал «Выборгское воззвание». После возвращения в Петербург члены кадетской фракции три дня подряд ездили на фракционные собрания, проводившиеся на даче Комиссарова в Териоках. М. Г. Комиссаров был осужден за «Выборгское воззвание» по ст. 129, ч. 1, п. п. 51 и 3 Уголовного Уложения, приговорён к 3 месяцам тюрьмы и лишен избирательных прав. Срок заключения отбывал в Таганской тюрьме.
После отбытия наказания вернулся к партийной и общественной деятельности. С 1910 года председатель отдела земского самоуправления «Русского технического общества». 25 июня 1917 года по новому избирательному закону избран в Московскую городскую думу по списку конституционно-демократической партии. На 9-м съезде конституционно-демократической партии (23—28.7.1917) избран кандидатом в депутаты Учредительного собрания. Но избран депутатом Учредительного собрания Комиссаров не был. Участник Государственного совещания (Москва, 12—15 августа 1917). После разгона Учредительного Собрания в январе 1918 года Михаил Герасимович уходит из политики.

### В советское время
В 1918 году, лишившись всего состояния, Комиссаров поступил на работу в МХТ управляющим делами, позже помощником бухгалтера, а потом стал секретарем правления.
В советское время Комиссарова дважды арестовывала ЧК, причём один раз — за общение с Н. А. Бердяевым. Для освобождения после второго ареста потребовалась помощь мхатовцев. В. И. Немирович-Данченко, К. С. Станиславский, И. М. Москвин 18 мая 1920 года обратились в президиум московской ЧК с просьбой: разрешить «взять на поруки арестованного помощника бухгалтера театра М. Г. Комиссарова… Необходимо заключить отчётность за истекший сезон и немедленно приступить к составлению сметы на предстоящий сезон… М. Г. Комиссаров является единственным помощником бухгалтера — крайне необходимым работником».
Умер 15 сентября 1929 года. Его похоронили на Дорогомиловском кладбище, но позднее в связи с разрушением кладбища его прах перенесли на Новодевичье.

## Адреса
Московский домовладелец (1893—1917): Охотный Ряд, 14; Лоскутный переулок, 4; Калашный переулок, 2, переулок Сивцев Вражек, 24 (дом сохранился).

## Семья
- Жена — Мария Петровна Смирнова (1867—1936[14]), дочь Петра Арсеньевича Смирнова и Натальи Александровны Таракановой, в первом браке замужем за Петром Алексеевичем Расторгуевым, купцом-чаеторговцем, в этом браке у М .П. было трое детей. Во втором браке с М. Г. Комиссаровым у М. П. пятеро детей. Дети от первого брака были усыновлены Комиссаровым и носили его фамилию[15].
- Дети:

1. Вера Петровна Комиссарова
2. ? Петрович/Петровна
3. ? Петрович/Петровна
4. Сергей Михайлович Комиссаров (1891—1963) — актёр труппы МХТ, в 20-е годы после гастролей труппы Качалова остался играть в труппе Германовой в Праге, вернулся, актёр в театрах Омска, Иванова, Кинешмы, Ростова-на-Дону и позднее в Волковском театре в Ярославле[15].
5. Герасим Михайлович Комиссаров (1900—1973) — актёр Ярославского драматического театра
6. Александр Михайлович Комиссаров (1904—1975) — ученик школы Второй студии МХТ, состоял в труппе театра с 1925 года до конца жизни, профессор Школы-студии МХАТ, народный артист РСФСР[15].
7. Еще двое детей с отчествами Михайлович/Михайловна

## Память
- 29 апреля 2006 года по инициативе депутата Законодательного собрания Владмирской области С. В. Сахарова и с разрешения Департамента образования в селе Дубасово Гусь-Хрустального района на здании бывшего двухклассного училища была установлена мемориальная доска в память о М. Г. Комиссарове, депутате Первой Государственной Думы и меценате[2].

## Рекомендуемая литература
- РГИА. Ф. 1278. — Оп. 1 (1-й созыв). — Д. 101. — Л. 5 об.; Ф. 1327. — Оп. 1. 1905 год. — Д. 141. — Л. 4.